# Kunów
Kunów je město v Polsku ve Svatokřížském vojvodství v okrese Ostrowiec. Je sídlem stejnojmenné městsko-vesnické gminy. Leží na říčce Kamienna, v letech 1975–1998 město náleželo do Kieleckého vojvodství. V roce 2024 zde žilo 2 701 obyvatel.